# Illópatak
Illópatak románul: Ilova, falu Romániában, a Bánságban, Krassó-Szörény megyében.

## Fekvése
Karánsebestől délkeletre fekvő település.

## Története
Illópatak nevét 1519-ben említette először oklevél Hylhova, Jelhova néven.
1531-ben Ylhova, 1690-1700-ban Ilhova, 1808-ban Illova, Ilova, 1913-ban Illópatak néven volt említve.
1891-ben a Pallas Nagy Lexikona írta a településről:
Illova, (Ilova), kisközség Krassó-Szörény vármegye teregovai járásában (1891) 1101 oláh lakossal; báró Schlosser Károly barnaszénbányájával.
A trianoni békeszerződés előtt Krassó-Szörény vármegye Teregovai járásához tartozott.
1910-ben 1181 lakosából 1171 román volt. Ebből 1180 görög keleti ortodox volt.

## Források

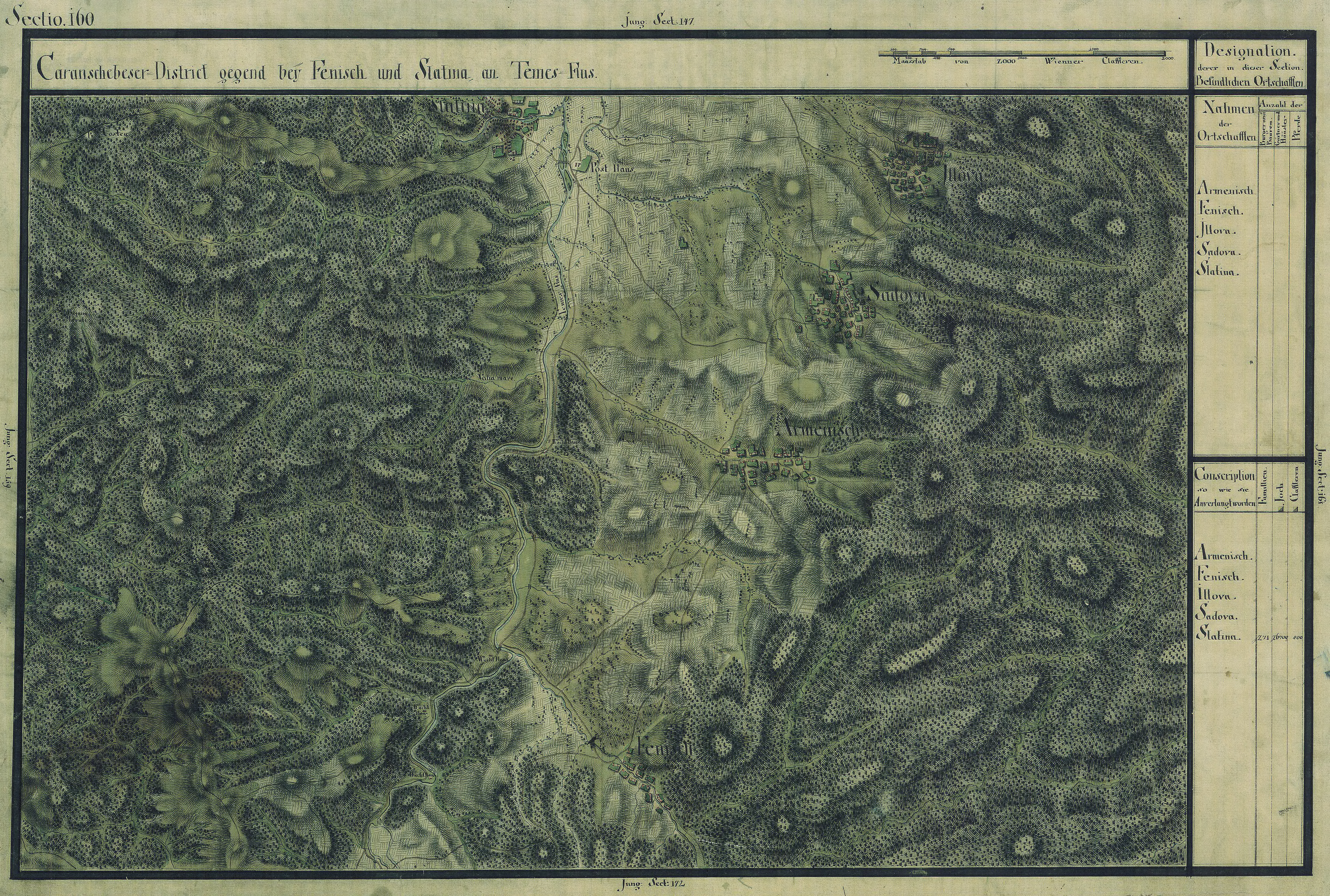
Illópatak egy régi térképen